# Vera Anisimova
Vera Vasiljevna Mihejeva-Anisimova (rusko Вера Васильевна Михеева-Анисимова), ruska atletinja, * 25. maj 1952, Moskva, Sovjetska zveza.
Nastopila je na olimpijskih igrah v letih 1976 in 1980, osvojila je srebrno in bronasto medaljo v štafeti 4×100 m, v teku na 100 m se je obakrat uvrstila v polfinale. Na evropskih prvenstvih je v štafeti 4x100 m osvojila naslov prvakinje leta 1978.